# Guoping Feng

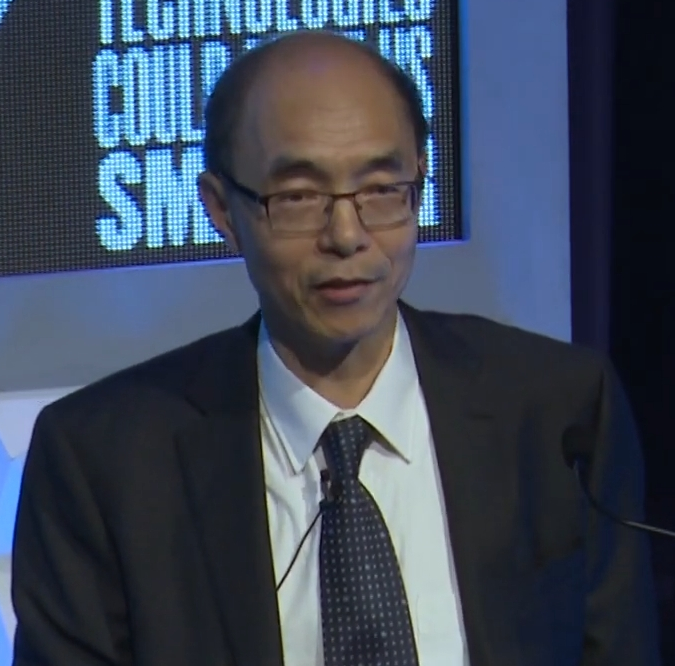
Guoping Feng (Oktober 2019)

Guoping Feng (* 1960 in Zhejiang, Volksrepublik China) ist ein chinesisch-US-amerikanischer Neurowissenschaftler.
Feng studierte an der State University of New York at Buffalo, an der er promoviert wurde. Er war Professor an der Duke University und danach am Massachusetts Institute of Technology, wo er ab 2010 am McGovern Institute for Brain Research ist. Er ist Poitras Professor für Neurowissenschaft am MIT:
Er untersucht die Rolle von Störungen der Synapsenfunktion bei psychischen Erkrankungen. Er konnte zeigen, dass im Mausmodell (Knockout-Mäuse) Mutationen in einzelnen Genen, die für bestimmte Proteine an den Synapsen (genauer in der Postsynaptic Density, PSD) kodieren, Verhaltensauffälligkeiten auslösen, die an menschliche psychische Erkrankungen erinnern. So fand er 2011, dass Mutationen im SAPAP3-Gen (das besonders im Striatum aktiv ist) zu repetitivem Verhalten führen (häufiges Putzen), das einer Zwangsstörung beim Menschen ähnelt. Änderungen im Shank 3-Protein führen zu dem Autismus beim Menschen ähnlichem Verhalten. Die Mäuse zeigen Zwangsverhalten (häufiges Putzen, bis hin zu Selbstverstümmelung und fortgesetzt auch am Tag, an dem sie normalerweise ruhen) und Defizite in den sozialen Bindungen (sie meiden Kontakt zu anderen Mäusen). Das Shank 3 Protein ist in der postsynaptischen Verarbeitung von Transmittersignalen an den Synapsen beteiligt. Wie SAPAP3 ist Shank 3 (das mit SAPAP3 wechselwirkt) vor allem im Striatum aktiv.
Bei einer anderen Mutation von Shank 3 zeigten die Mäuse ein übersteigertes Aggressionsverhalten: sie entfernten den anderen Mäusen alle Gesichtshaare. Normalerweise würde eine dominante Maus untergeordneten Mäusen nur ein paar Barthaare ausrupfen.
In seiner Forschung entwickelte er spezielle gentechnische Methoden wie Mäusestämme mit lichtsensitiven Ionenkanälen in den Neuronen.
2002 erhielt er den Beckman Young Investigator Award, 2006 den McKnight Neuroscience of Brain Disorders Award und 2006 den Hartwell Individual Biomedical Research Award. 2019 wurde Feng in die American Academy of Arts and Sciences gewählt, 2023 in die National Academy of Medicine und 2024 zum Mitglied der National Academy of Sciences.